# Playa de Somo
La playa de Somo está situada en el municipio de Ribamontán al Mar, en la comunidad autónoma de Cantabria, España.